# Nahida Ruth Lazarus

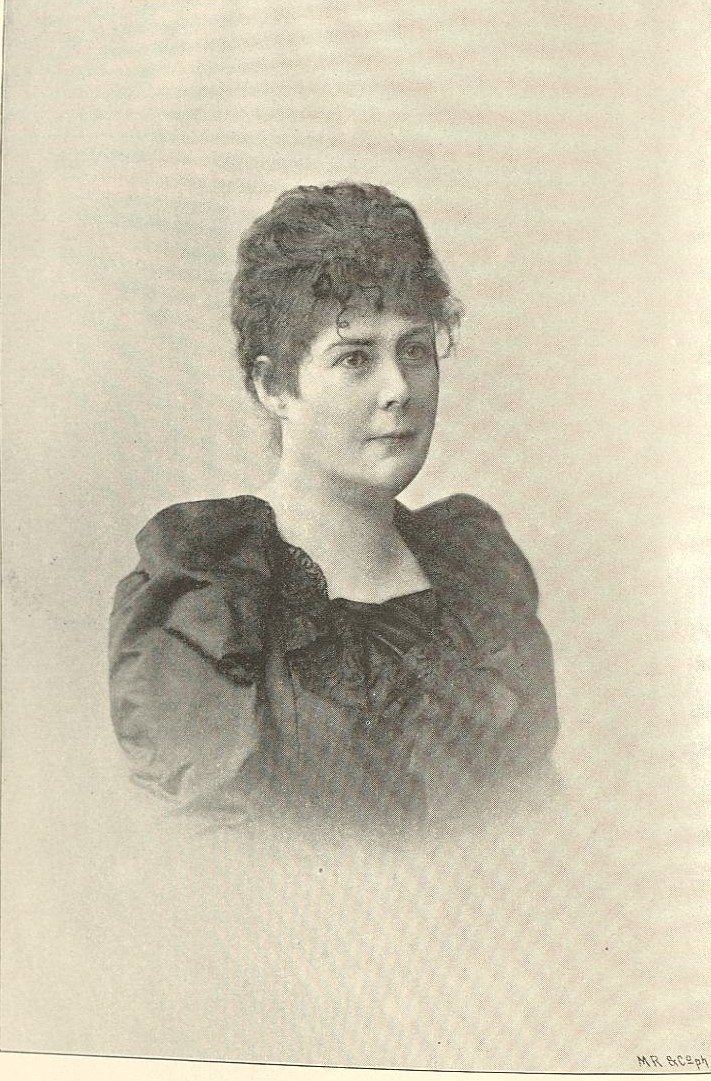
Nahida Ruth Lazarus (vor 1892)

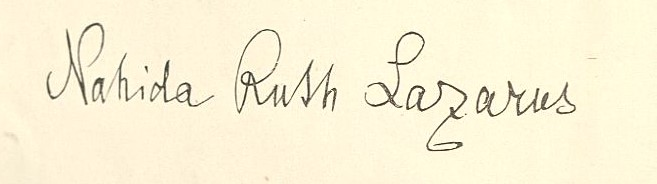
Signatur (1896)

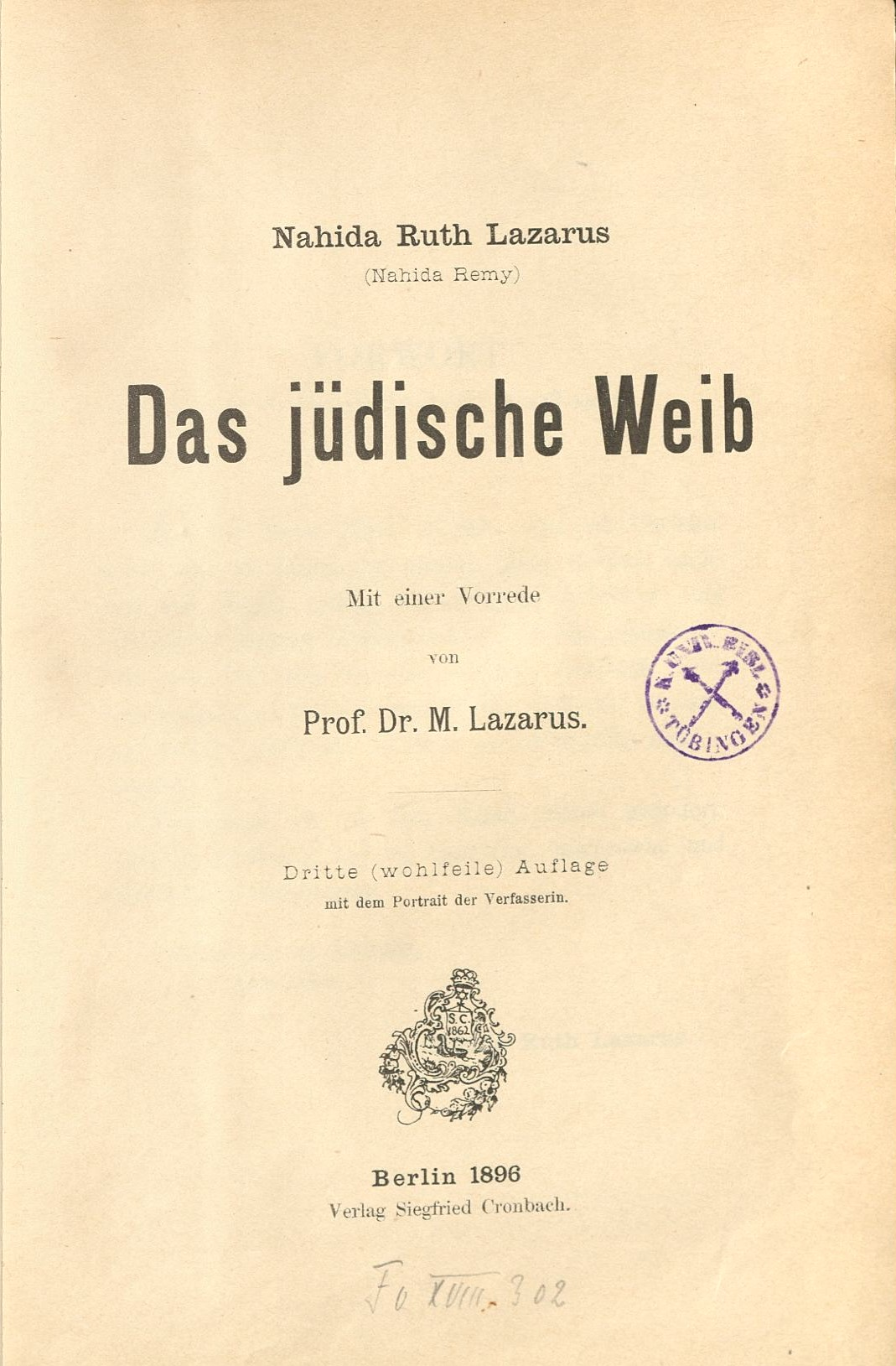
Das jüdische Weib (3. Auflage 1896)

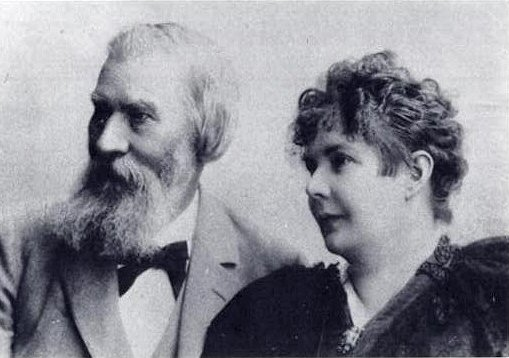
Moritz Lazarus und Nahida Ruth Lazarus-Remy ca. 1895

Nahida Ruth Lazarus (* 3. Februar 1849 in Berlin, Preußen; † 17. Januar 1928 in Meran, Italien) war eine deutsche Schriftstellerin und Journalistin.

## Leben
Ihre Eltern waren der Kunsthistoriker Max Schasler und die Schriftstellerin Nahida Sturmhöfel. Etwa 1854 zog sie mit ihrer Mutter erst nach Südfrankreich, dann nach Palermo und kehrte 1864 nach Berlin zurück. Sie wurde zur Schauspielerin ausgebildet und hatte ihr erstes Engagement 1866 in Breslau. Nach einem Jahr Tätigkeit als Lehrerin und einem weiteren Bühnenengagement in Warmbrunn kehrte sie nach Berlin zurück und lebte hier als freie Schriftstellerin. Sie schrieb Artikel für die Vossische Zeitung, die Montagszeitung, Westermann’s Monatshefte und andere Zeitschriften. Durch ihre Theaterarbeit lernte sie den Kunst- und Theaterkritiker Max Remy kennen, mit dem sie bis zu seinem Tode im Jahre 1881 verheiratet war. Nach intensiven Studien konvertierte sie 1895 zum Judentum und heiratete den Völkerpsychologen Moritz Lazarus. Mit ihm zog sie 1897 nach Meran und engagierte sich im Meraner Museumsverein und Tierschutzverein und gab den „Tiroler Tierschutzkalender“ heraus.

## Werke
- Die Rechnung ohne den Wirt. Lustspiel 1870.[2]
- Wo die Orangen blühen. Roman 1872.[3]
- Constanze. Schauspiel. Entsch, Berlin 1879.
- Die Grafen Eckardstein. Drama. Berlin 1880. (Digitalisat)
- Schicksalswege. Volksschauspiel. 1880.[4]
- Domenico. Schauspiel. 1884.[5]
- Nationale Gegensätze. Drama. Entsch, Berlin 1884.
- Sizilianische Novellen. Berlin 1886. (Neue Ausgabe 1886 mit dem Titel Heißes Blut)
- Liebeszauber. Schauspiel. Entch, Berlin 1887.
- Geheime Gewalten. Roman in zwei Bänden. Pierson, Dresden 1890.
- Das jüdische Weib. Laudin, Leipzig 1891. (Digitalisat der 3. Aufl. 1892)
- Culturstudien über das Judenthum. Duncker, Berlin 1893. (2. Aufl. 1898 unter dem Titel Das jüdische Haus)
- Ich suchte dich! Biographische Erzählung. Cronbach, Berlin 1898. (Digitalisat)
- Meine Bildersammlung. 1911.[6]

## Herausgeberschaft
- Moritz Lazarus' Lebenserinnerungen 1906
- Die Erneuerung des Judentums. Ein Aufruf von Moritz Lazarus 1909
- Ein deutscher Professor in der Schweiz. Moritz Lazarus. 1910
- Aus meiner Jugend. Autobiographie von Moritz Lazarus 1913